# Trevor Murdoch
Pour les articles homonymes, voir William Mueller, Mueller et Murdoch.
William Theodore Mueller (né le 10 septembre 1980 à Coffeyville Kansas), plus connu sous le nom de ring de Trevor Murdoch, est un catcheur (lutteur professionnel) américain. Il est principalement connu pour son travail à la World Wrestling Entertainment (WWE) de 2005 à 2008 où il remporte à trois reprises le championnat du monde par équipe de la WWE avec Lance Cade.

## Carrière

### Débuts
Mueller s'entraîne auprès d'Harley Race et débute au sein de sa fédération, la World League Wrestling (WLW), le 13 novembre 1999 sous le nom de Scottie Dee et avec Johnny Dee il perd un match à handicap face à One Man Gang,. Il change de nom de ring pour celui de Trevor Rhodes et devient le 22 avril 2000 champion poids-lourds de la WLW après sa victoire sur Meng dans un Lumberjack match. Ce règne prend fin le 17 juin après sa défaite face à Griz.
Au début des années 2000, il signe un contrat avec la World Wrestling Federation où il prend le nom de Stan Dupp. Le 13 janvier 2001, il fait équipe avec Bo Dupp avec qui il remporte le championnat par équipe du Sud de la Memphis Championship Wrestling (MCW) après leur victoire sur American Dragon et Spanky. Ils perdent ce titre le 21 février face aux frères Haas (Charlie et Russ Haas).

### World Wrestling Entertainment (2005-2008)

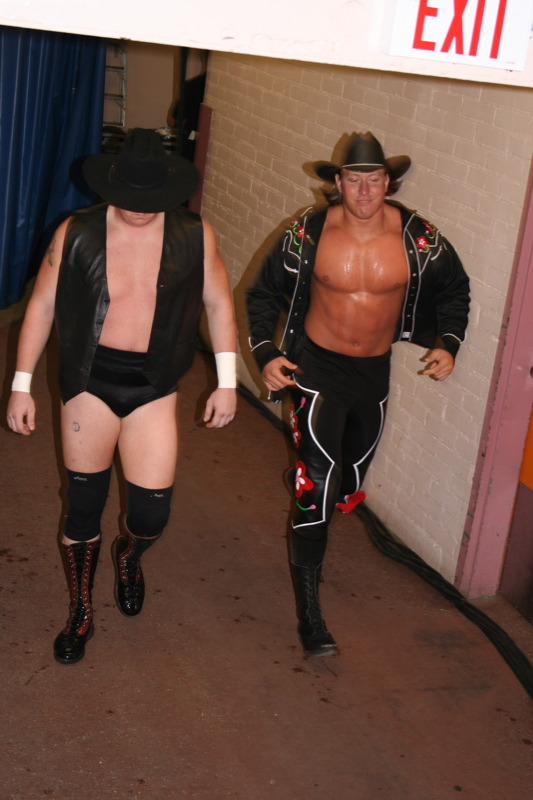
Murdoch (à Gauche) avec Lance Cade en 2005

En juin 2005, William Mueller signe un contrat de développement avec la WWE. Il fait alors équipe avec Lance Cade pour livrer quelques combats d'essai et se dirige vers la OVW où il continue son équipe avec Lance Cade. En août, on annonce les débuts de l'équipe à Raw et Mueller, qui aura dorénavant le pseudonyme de Trevor Murdoch, et Cade débuteront le 5 septembre 2005 en battant les champions par équipe The Hurricane & Rosey dans un combat où le titre n'était pas eu jeu. Cette victoire, ainsi qu'une autre la semaine suivante contre l'équipe Eugene & Tajiri, leur vaut un combat de championnat à WWE Unforgiven, et le duo Cade/Murdoch remportera la victoire et, cette fois-ci, les titres par équipe. Le lendemain à Raw, Murdoch vaincra The Hurricane et la semaine suivante, l'équipe Cade/Murdoch défait celle de Val Venis et Viscera.

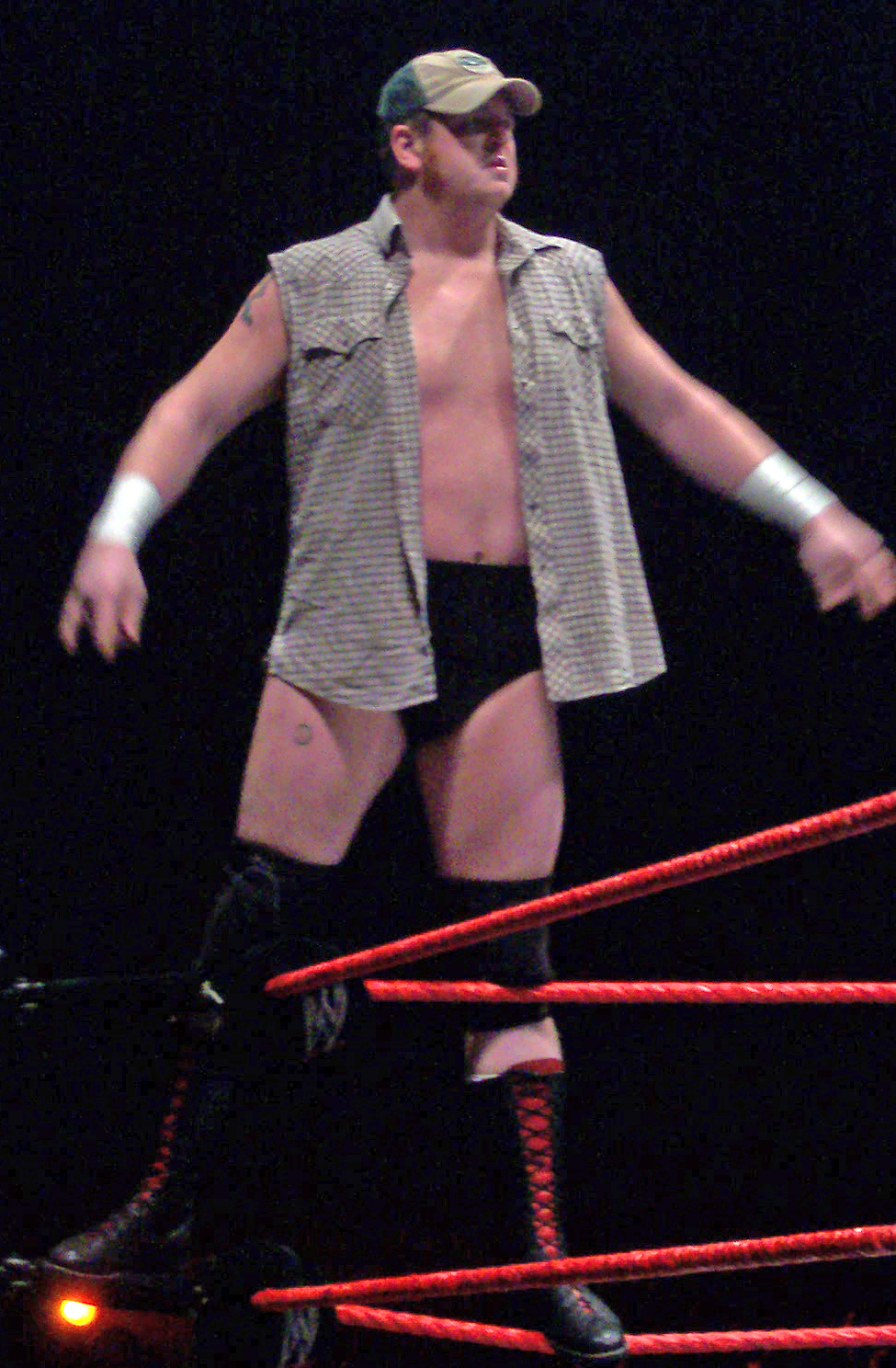
Trevor Murdoch en 2007

Par la suite Murdoch et cade se sépareront puis décideront de refaire équipe ce qui les mènera vers 2 nouveaux titres par équipes remportés face aux Hardyz et aux Hooligans en 2007.
En mai 2008 Cade frappera son partenaire causant leur séparation puis Murdoch sera drafté à Smackdown lors du Draft supplémentaire.
Finalement le 3 juillet 2008, la WWE annonce le départ de Murdoch'.

### Circuit indépendant (2008-2009)
Il continue sa carrière avec Cade à la IWA-Mid South.
Le 24 août 2008, Trevor Murdock a perdu dans une tentative de saisir le NWA World Heavyweight Championship face à Brent Albright.

### Total Nonstop Action Wrestling (2009)
Il débarque à la Total Nonstop Action Wrestling sous le nom de Jethro Holliday et il se fait surnommer « The Outlaw ». Pour son premier match, il fait équipe avec "The Showtime" Eric Young, il vise les titres par équipe détenus par Team 3D. Il agissait en tant que Face à la TNA. Il a été libéré de son contrat le 11 novembre 2009.

### Retour a la WWE (2011)
Il revient a la WWE lors du RAW du 9 mai dans un dark match contre Evan Bourne où il perd. Lors du WWE SmackDown du 13 mai, dans un dark match, il perd contre Jey Uso. Trevor a re-signé un contrat avec la WWE. Cependant, le 29 juin il a révélé que l'opération avait échoué en raison de compressions budgétaires. Et en conséquence, Mueller envisage sa retraite de la lutte professionnelle.

### Ring Ka King (2011-2012)
William Mueller retourne à la TNA dans la Ring Ka King sous le nom de Roscoe Jackson et en rivalisant avec "Outlaw" Isaiah Cash (Luke Gallows à la WWE). Lors du Ring Ka King du 31 mars, ils s'affrontent tous les deux dans un Mumbai Street Fight Match qu'il perd.

### National Wrestling Alliance (2019–...)
Le 29 septembre 2020, il bat Aron Stevens et remporte le NWA National Heavyweight Championship,.
Lors de NWA 73, il bat Nick Aldis et remporte le NWA World Heavyweight Championship.

## Palmarès
- Cauliflower Alley Club
  - Future Legend Award (2009)

- Metro Pro Wrestling

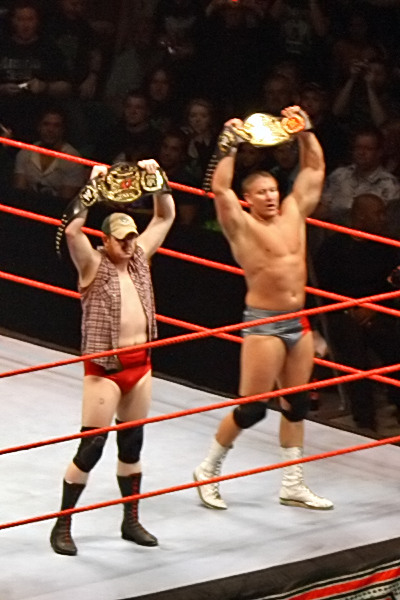
World Tag Team Championship.

  - 1 fois MPW Television Championship

- National Wrestling Alliance
  - 2 fois NWA World Heavyweight Championship
  - 1 fois NWA National Heavyweight Championship

- Total Nonstop Action Wrestling
  - 1 fois Dupp Cup (avec Bo Dupp)

- World League Wrestling (WLW)
  - 3 fois champion poids-lourds de la WLW[6]
  - 3 fois champion par équipe de la WLW (une fois avec Bull Schmitt et deux fois avec Wade Chism)

- World Wrestling Entertainment (WWE)
  - 3 fois champion du monde par équipe de la WWE (avec Lance Cade)[13]

- World Wrestling Xpress
  - 1 fois WWX Heavyweight Championship
  - 1 fois WWX United States Championship

## Récompenses des magazines
- Pro Wrestling Illustrated

| Année | 2002 | 2003 | 2004       | 2005 | 2006 | 2007 | 2008 | 2009 | 2010 à 2011 | 2012 | 2013 à 2019 | 2020 | 2021 | 2022 |
| ----- | ---- | ---- | ---------- | ---- | ---- | ---- | ---- | ---- | ----------- | ---- | ----------- | ---- | ---- | ---- |
| Rang  | 320  | 287  | Non classé | 145  | 191  | 135  | 96   | 152  | Non classé  | 322  | Non classé  | 389  | 78   | 75   |